# Josef Fousek (1875)
Josef Fousek (6. dubna 1875 Donín – 30. června 1942 Kobylisy) byl starosta města Louny v letech 1919–1922 a 1925–1940.
Narodil se 6. dubna 1875 v Doníně u Loun jako nemanželské dítě Anny Fouskové. Pracoval jako vrchní úředník ČSD v Lounech a byl také dlouholetým předsedou lounské Československé strany národně socialistické.
V roce 1919 byl v řádných volbách zvolen starostou a úřadu se ujal 1. října 1919. Kvůli závažným pochybením byl však svou vlastní stranou 19. dubna 1922 přinucen k rezignaci.
V září 1925 byl v řádných volbách opět zvolen za vítěznou národně socialistickou stranu a starostou byl až do 8. listopadu 1926, kdy bylo lounské zastupitelstvo rozpuštěno. Dne 29. listopadu 1926 byla jmenována správní komise v níž Fousek působil jako předseda až do řádných voleb na jaře 1927. V těchto volbách byl 5. dubna znovu zvolen starostou, což se opakovalo také v letech 1931 a 1938.
Na podzim roku 1940 kvůli nátlaku protektorátních úřadů (přičiněním místních představitelů NSDAP) a zdravotním potížím oznámil svou rezignaci, která byla potvrzena 4. prosince 1940.
V červnu roku 1942 v období heydrichiády byl na základě udání Josef Fousek spolu se svým synem a několika dalšími občany zatčen gestapem a následně 30. června večer popraven v Kobyliské střelnici v Praze.

## Ocenění
Na plenárním zasedání MNV Louny 19. října 1945 bylo Josefu Fouskovi uděleno čestné občanství in memoriam.
V červenci roku 2012 byla v atriu Městského úřadu Louny odhalena pamětní deska starosty Josef Fouska a všech dalších obětí heydrichiády.
Na jeho počest byla také jedna z ulic v Lounech pojmenována ulicí Josefa Fouska.